# Artibeus fraterculus
Artibeus fraterculus is een zoogdier uit de familie van de bladneusvleermuizen van de Nieuwe Wereld (Phyllostomidae). De wetenschappelijke naam van de soort werd voor het eerst geldig gepubliceerd door Anthony in 1924.

## Voorkomen
De soort komt voor in Ecuador en Peru.